# Алун (Бошород, Хунедоара)
Алун (рум. Alun) — село у повіті Хунедоара в Румунії. Входить до складу комуни Бошород.
Село розташоване на відстані 265 км на північний захід від Бухареста, 35 км на південний схід від Деви, 134 км на південь від Клуж-Напоки.

## Населення
За даними перепису населення 2002 року у селі проживали 102 особи, усі — румуни. Усі жителі села рідною мовою назвали румунську.